# John Frizzell
John Frizzell (New York, 1966) is een Amerikaans filmcomponist.
Frizzell zong op de leeftijd van 12 bij de Metropolitan Opera in New York. Hij studeerde aan de University of Southern California in Los Angeles en aan de Manhattan School of Music in New York. Na zijn studie ging hij werken bij producent Michael Mainieri, waar hij speelde op de Synclavier. Frizzell ging zich vervolgens meer richten op het componeren en werkte onder meer met componisten als James Newton Howard en Randy Edelman. Vanaf 1994 componeert Frizzell muziek van films en televisieseries, waar van meestal thriller en horrorfilms.

## Filmografie
- 1996: Red Ribbon Blues
- 1996: The Rich Man's Wife
- 1996: The Empty Mirror
- 1996: Beavis and Butt-head Do America
- 1997: Opposite Corners
- 1997: Dante's Peak
- 1997: Alien: Resurrection
- 1998: Jane Austen's Mafia!
- 1998: I Still Know What You Did Last Summer
- 1999: Office Space
- 1999: Teaching Mrs. Tingle
- 1999: The White River Kid
- 2000: Beautiful
- 2000: Lockdown
- 2001: Josie and the Pussycats
- 2001: Thir13en Ghosts
- 2002: Slap Shot 2: Breaking the Ice
- 2002: Ghost Ship
- 2003: Gods and Generals
- 2003: Scorched
- 2003: Cradle 2 the Grave
- 2005: The Prize Winner of Defiance, Ohio
- 2006: Stay Alive
- 2006: The Woods
- 2007: Primeval
- 2007: First Born
- 2007: The Reaping
- 2007: Black Irish
- 2007: Beneath
- 2007: Careless
- 2008: Henry Poole Is Here
- 2008: 100 Feet
- 2008: Tenure
- 2009: The Lodger
- 2009: From Mexice with Love
- 2009: Whiteout
- 2009: Evil Angel
- 2010: Legion
- 2010: Shelter
- 2011: The Roommate
- 2013: Texas Chainsaw 3D
- 2014: The Loft
- 2016: When the Bough Breaks
- 2017: Leatherface
- 2018: The Possession of Hannah Grace

## Overige producties

### Televisieseries
- 1997: King of the Hill
- 2006: Reunion
- 2007: Masters of Science Fiction
- 2007: Moonlight
- 2009: United States of Tara
- 2011: The Secret Circle
- 2013: The Following
- 2014: Stalker
- 2016: Conviction
- 2018: Tell Me a Story
- 2020: Duncanville

### Televisiefilms
- 1994: Keys
- 1995: Whose Daughter Is She?
- 1995: It Was Him or Us
- 1996: Deadly Pursuiuts
- 1996: Undertow
- 1996: Crime of the Century
- 2000: Possessed
- 2001: James Dean
- 2004: The Goodbye Girl
- 2004: Karroll's Christmas
- 2005: Four Minutes
- 2006: A Little Thing Called Murder
- 2008: Wisegal

- Biblioteca Nacional de España: XX1260393
- Bibliothèque nationale de France: cb140068758 (data)
- Gemeinsame Normdatei: 135046017
- International Standard Name Identifier: 0000 0001 0872 6111
- Library of Congress Control Number: no2002109529
- MusicBrainz: 95ac1574-7e50-49cd-95be-5f33e118d00e
- Nationale Bibliotheek van Tsjechië: xx0096774
- Nationale Bibliotheek van Israël: 987007425164605171
- Nationale Bibliotheek van Polen: a0000001617132
- Système universitaire de documentation: 119913674
- Virtual International Authority File: 14969619
- WorldCat: E39PBJfCwBXGQxMwDqjW9HjKVC